# Borknagar
I Borknagar sono una band black/viking metal originaria di Bergen, Norvegia, formatasi nel 1995.

## Storia
Il nome di "Borknagar" deriva da un antico mito scozzese, ma stando a quanto spiega il fondatore e chitarrista Øystein G. Brun, si tratta di "un nome di fantasia, senza un significato preciso, semplicemente ispirato alla pronuncia di molti nomi e parole norvegesi".. 
Il primo disco (omonimo), accostava i Borknagar al filone viking interno al black metal,  ma già il successivo The Olden Domain (1997) segna un avvicinamento alle influenze progressive con un insolito utilizzo di tastiere ed organi Hammond. Il disco in questione è molto più melodico del precedente, con la grande caratteristica di avere molte voci pulite nelle canzoni e un mood malinconico. A metà del 1998, nel bel mezzo delle registrazioni di The Archaic Course, Garm, cantante e cofondatore della band assieme a Øystein, lascia la band per motivi non molto ben conosciuti: Garm si è stancato di suonare un genere prettamente metal e nello stesso periodo aveva completato le registrazioni di La Masquerade Infernale degli Arcturus, disco non proprio metal "classico" e, sempre nello stesso periodo, stava registrando Themes From William Blake per la sua band principale Ulver, un doppio album con svariate influenze, dall'ambient al trip-hop. In definitiva Garm lascia la band senza registrare tutto il nuovo album, sicché i Borknagar reclutano Vortex, che registrerà tutte le parti vocali del disco e diventerà il nuovo cantante ufficiale del gruppo. The Archaic Course è un disco molto più epico e veloce rispetto al precedente caratterizzato dalla personalissima voce del nuovo cantante che farà di lui un vero e proprio trademark. Nel 1999 il batterista Erik "Grim" Brødreskift, che prima di essere uno dei fondatori dei Borknagar aveva suonato con gli Immortal e con i Gorgoroth, si suicidò a causa di un'overdose.
Passano un paio di anni e i Borknagar si mettono in studio per sfornare un altro album, questa volta reclutano un vero e proprio tastierista: Lars Nedland che diventerà anche lui un membro stabile e Asgeir Mickelson alla batteria per rimpiazzare il defunto Grim. Il nuovo disco si chiama Quintessence ed è la prova dell'evoluzione della band: i testi non parlano più né di Odino né di miti nordici ma si fanno abbastanza astratti e tecnologici, tendono al futuro e alla cibernetica; tuttavia anche se l'album promette bene ed è il sintomo di cambio di stile per i Borknagar, questo nuovo lavoro non convince molto la critica (canzoni non troppo azzeccate, registrazione caotica). Mentre i Borknagar si preparano per un nuovo lungo tour, Vortex lascia definitivamente la band per entrar a far parte della sontuosa corte dei Dimmu Borgir e la band si ritrova al punto di partenza di qualche anno prima. Trovano la soluzione nel nuovo cantante e polistrumentista svedese Andreas Hedlund, leader dei Vintersorg e nel nuovo bassista Tyr, session degli Emperor con i quali registrano nel 2001 Empiricism un disco molto progressive con una migliore produzione ed un esemplare utilizzo delle tastiere e degli Hammond. La formazione è al completo, a parte per Tyr che fa da session qua e là.
Con l'ingresso di Vintersorg i testi cambiano ancora e prendono l'impronta dello stile del cantante: si parla del cosmo, dello spazio e delle sue linee misconosciute, di astronomi e di teorie quantiche. Con gli stessi elementi si registra il successivo album Epic. Origin, album interamente acustico, è stato pubblicato ad ottobre del 2006. Nel febbraio 2010 è stato distribuito l'ottavo album intitolato Universal. Nel 2011, dopo alcuni mesi passati in tour con la band, Vortex torna ufficialmente ad essere un membro stabile nel gruppo, non solo come bassista ma anche come cantante insieme a Vintersorg, che l'aveva sostituito nel 2000. Il 26 marzo 2012 vedrà la luce il nuovo album con il titolo di Urd. Ad inizio 2016 viene pubblicato Winter Thrice, decimo album in studio del gruppo.
Tra il 2018 e il 2019 la formazione del gruppo subisce notevoli cambiamenti: nel gennaio 2018 il chitarrista Jens F. Ryland esce dal gruppo e la sua sostituzione con Jostein Thomassen viene annunciata più di un anno dopo (marzo 2019); poco prima di tale annuncio viene reso noto che anche il cantante Vintersorg ha abbandonato il gruppo e che verrà sostituito alla voce dal bassista Vortex aiutato dal tastierista Lars Nedland; nello stesso periodo (dicembre 2018) viene annunciato che anche alla batteria ci sono dei cambiamenti, il batterista Bjørn Dugstad Rønnow va a sostituire il dimissionario Baard Kolstad.
Con questa nuova formazione i Borknagar completano le registrazioni del loro undicesimo album.

## Formazione

### Formazione attuale
- ICS Vortex - basso, voce (1997-2000, 2011-)
- Lazare - tastiere, voce (1999-)
- Øystein Garnes Brun - chitarra (1995-)
- Jostein Thomassen - chitarra (2019-)
- Bjørn Dugstav Rønnow - batteria (2018-)

### Ex componenti
- Vintersorg - voce (2000-2019)
- Baard Kolstad - batteria (2012-2018)
- Garm - voce (1995-1997)
- Jens F. Ryland - chitarra (1997-2003, 2007-2018)
- Infernus - basso (1995-1996)
- Kai K. Lie - basso (1996-1998)
- Tyr - basso (2000-2003, 2006-2010)
- Ivar Bjørnson - tastiere (1995-1998)
- Grim - batteria (1995-1998)
- Justin Greaves - batteria (1998-1999)
- Asgeir Mickelson - batteria, basso su Epic (1999-2008)
- David Kincade - batteria (2008-2011)

## Discografia

### Album in studio
- 1996 - Borknagar
- 1997 - The Olden Domain
- 1998 - The Archaic Course
- 2000 - Quintessence
- 2001 - Empiricism
- 2004 - Epic
- 2006 - Origin
- 2010 - Universal
- 2012 - Urd
- 2016 - Winter Thrice
- 2019 - True North
- 2024 - Fall

### Raccolte
- 2008 - For the Elements (1996-2006)